# Горкинское сельское поселение (Белгородская область)
Го́ркинское се́льское поселе́ние — муниципальное образование в Красненском районе Белгородской области.
Административный центр — село Горки.

## История
Заселение территории Горкинского сельского поселения  связано  со  строительством  городов-крепостей Ольшанск(1644) и Коротояк(1647) . Ольшанские  служилые  люди  уже  к 1666 году  основали  село Потудань ( Горки ) ,  а  коротоякские  к  1678 г.  село Богословское ( Богословка). Хутор Братство  основан в 1924 году  переселенцами  из сёл Лесное Уколово и деревни Терноушка . В  1926 году  в хуторе было 7 дворов  и 62 человека жителей.  Хутор Песковатка  появился на картах незадолго до Великой Отечественной войны , основали его переселенцы из Горок.
Горкинское сельское поселение образовано 20 декабря 2004 года в соответствии с Законом Белгородской области № 159.

## Население
| 2010 | 2011  | 2012  | 2013  | 2014  | 2015  | 2016  | 2017 | 2018 |
| ---- | ----- | ----- | ----- | ----- | ----- | ----- | ---- | ---- |
| 1073 | ↘1069 | ↘1057 | ↘1043 | ↘1012 | ↗1016 | ↗1025 | ↘971 | ↘925 |
| 2019 | 2020  | 2021  |       |       |       |       |      |      |
| ↘896 | ↘873  | ↘862  |       |       |       |       |      |      |

## Состав сельского поселения
| № | Населённый пункт | Тип населённого пункта       | Население |
| - | ---------------- | ---------------------------- | --------- |
| 1 | Богословка       | село                         | ↘266      |
| 2 | Братство         | хутор                        | ↘0        |
| 3 | Горки            | село, административный центр | ↗776      |
| 4 | Песковатка       | хутор                        | ↘31       |